# Цыпер, Андрей Сергеевич
Андре́й Серге́евич Цы́пер (род. 21 января 1982, Ступино, Московская область) — российский медиаменеджер, исполнительный директор по медиа холдинга Rambler&Co, с 1 июля 2025 года – временно исполняющий обязанности главного редактора издания Lenta.ru.

## Биография
Родился 21 января 1982 года в городе Ступино Московской области. В 2007 году окончил факультет управления Российского государственного гуманитарного университета. 
В 2007–2009 годах являлся коммерческим директором газеты «Известия». В 2009–2011 годах работал в агентстве Emerging Communications в должностях вице-президента и директора по развитию. В 2011–2012 годах занимал должность руководителя дирекции интернет-проектов «Российской газеты». В 2012–2013 годах являлся генеральным директором компании «Агентство 1».
В 2013 году перешёл на работу в Rambler&Co, где в 2014–2018 годах возглавлял департамент партнёрских программ, а в 2018 году занял должность исполнительного директора по медиа. В этой должности отвечает за стратегию и операционное развитие всех медиаактивов холдинга, за исключением издания «Афиша» и новостного агрегатора Rambler.ru. Отвечает за развитие целого ряда изданий холдинга, в том числе Лента.ру, Газета.ру, Чемпионат, блог-платформы LiveJournal и т.п..  

## Семья
Женат, имеет троих детей.

## Достижения
Являясь одними из руководителей Rambler&Co (крупнейший в России по объёму интернет-аудитории медиахолдинг, входящий в список системообразующих предприятий), Андрей Цыпер обеспечил рост аудиторных показателей входящих в холдинг СМИ – доля охвата достигла 40% от всех СМИ Рунета. Отмечается роль Цыпера во внедрении инноваций, в частности Газета.Ru стала первым российским СМИ, использующим искусственный интеллект для оперативной публикации.

## Награды
- Медаль ордена «За заслуги перед Отечеством II степени» (2022)[9]
- Благодарность Президента Российской Федерации (2018)
- 2021 — лауреат Национальной премии «Медиа-менеджер России» в категории «Федеральные медиахолдинги»[10][11]
- 2021 — лауреат премии «Топ-менеджеры Национальной премии бизнес-коммуникаций» в категории «Медиа — Интернет»[12]
- 2023 — лауреат премии «Топ-менеджеры Национальной премии бизнес-коммуникаций» в категории «Устойчивый успех»[13]
- 2024 — лауреат бизнес-премии «Компания|Персона года» в номинации «Персона года — медиаменеджер»[14]